# روبين أستيغاراغا
روبين أستيغاراغا (بالإسبانية: Rubén Astigarraga)‏ هو لاعب كرة قدم أرجنتيني في مركز الهجوم، ولد في 3 أغسطس 1950 في بوينس آيرس في الأرجنتين. لعب مع تامبا باي راوديز وتشاكاريتا جيونيورز وتلسا رافنكس وزاكاتيبيك وفيليز سارسفيلد.